# Caserne de pompier d'Euston

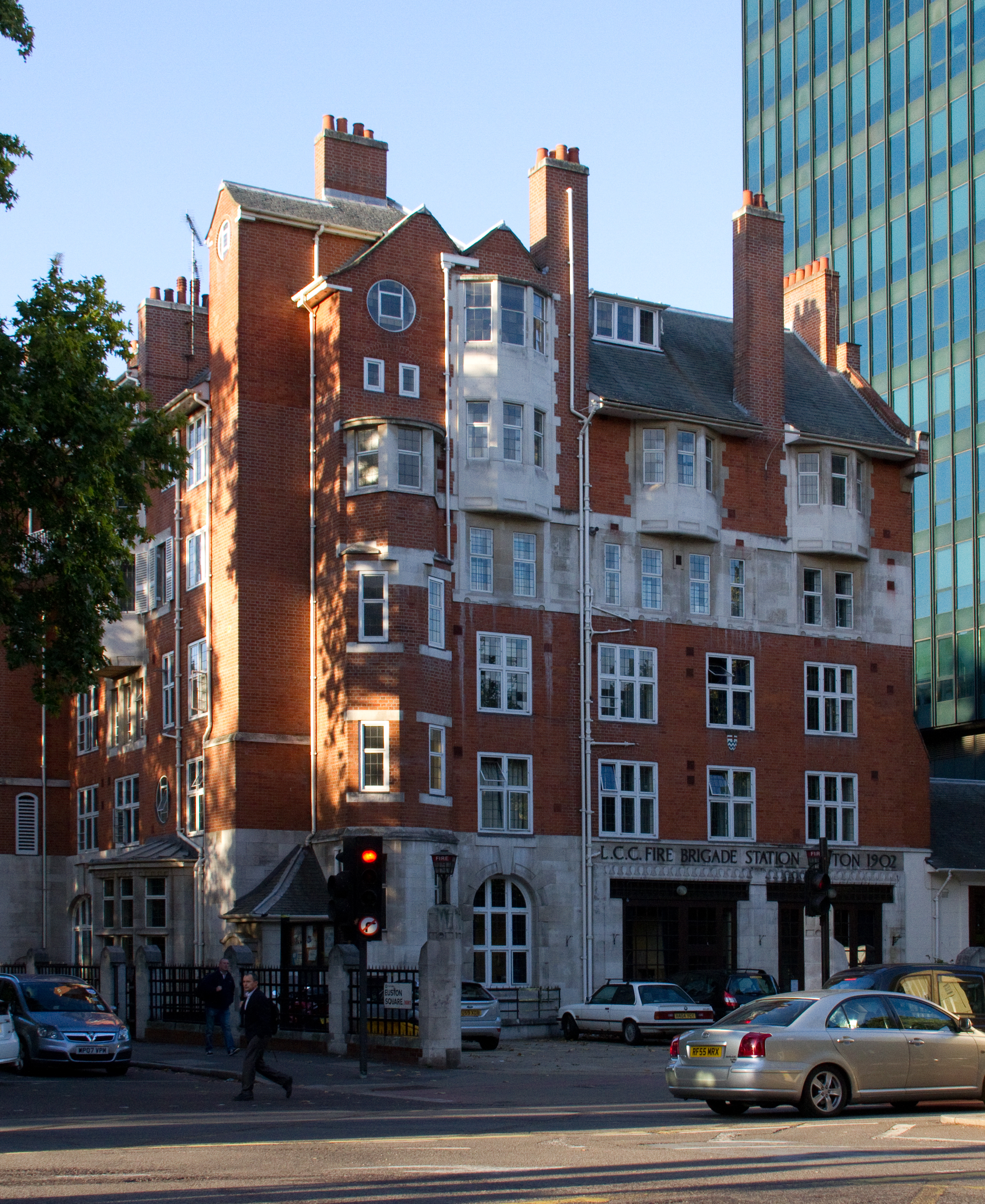
Caserne d'Euston

La caserne de pompiers d'Euston est une caserne de pompiers de la London Fire Brigade et un monument classé. Elle a été construite en 1901-1902 et modifiée et agrandie plus tard dans le xxe siècle. Elle a été conçu par H. F. T. Cooper pour les pompiers de la Branche du London County Council Architects' Department et construit par Stimpson & Co.
Elle a ouvert le 27 novembre 1902. Euston était le siège de la Division Nord de la London Fire Brigade, sous le commandement d'un Third Officier, le troisième rang le plus élevé dans certaines brigades de pompiers britannique d'avant-guerre. Le personnel de la division avait des logements prévus au premier étage et le Third Officier au quatrième étage.